# Parque Knoop
Parque Gustavo Knoop o el parque Los coquitos, es un parque en otrora uno de los más importantes de Venezuela ya que el mismo fue el primer jardín botánico de país, ubicado en Los Teques, la capital del Estado Miranda. Su nombre oficial es en honor a su creador, el ingeniero alemán Gustav Knoop, quien era el director del Gran Ferrocarril de Venezuela.

## Historia
Situado en la depresión de la Hoyada a ambos lados de la quebrada de Camatagua, entre Los Teques y el llano de Miquilen, como así llamaban a dicha zona. Knoop inició la reforestación con árboles y plantas ornamentales el año 1894 y finalizó en 1922.
Originariamente cubría 11,7 ha penetradas por 7 km de caminos demarcados por hileras de palmas reales (latanias) y palmas de canarias (Phoenix canariensis). Aquellos veredictos se contorneaban en voluptuosa danza al pie de los pinos australianos (grevilleas).
La reforestación se inició en la vertiente sur de la quebrada de Camatagua, allí se plantaron 1500 palmeras, una de las cuyas especies tiene un fruto, coquito, muy codiciado por los artesanos que hacen dijes, collares, llaveros y otras menudencias. De aquí proviene el nombre más difundido de Parque de los Coquitos. También se cultivaron cipreses (pinos), grevilleas, australianas, almendros, cedros, castaños, jabillos y varias especies de eucalipto. 
La inauguración del parque tuvo lugar en marzo de 1923 por propuesta del botánico Henri Pittier con el nombre de "Parque Knoop" en honor a Gustav Knoop quien hacia el año de 1894 inició la siembra los primeros cultivos de la vertiente, norte de la quebrada de Camatagua los cuales se realizaron hasta 1922.
En el Parque Gustavo Knoop fueron sembrados en el año 1919, 700 eucaliptos de 25 variedades, 2000 pinos, 1500 palmeras y muchos árboles y arbustos de 30 clases, hasta completar un total de 25 mil hasta el año 1923.

### Personajes asociados con el parque
Teresa de la Parra fue una escritora venezolana, utilizó sus instalaciones como medio curativo y recreativo en su padecimiento de tuberculosis.
Henri Pittier fue un ingeniero, geógrafo y botánico suizo. Fue pionero en la creación de Parques nacionales en Venezuela, país en el que finalmente se radicó y al que dedicó buena parte de sus investigaciones. Pittier propone al gobierno la creación del parque.